# CanSat

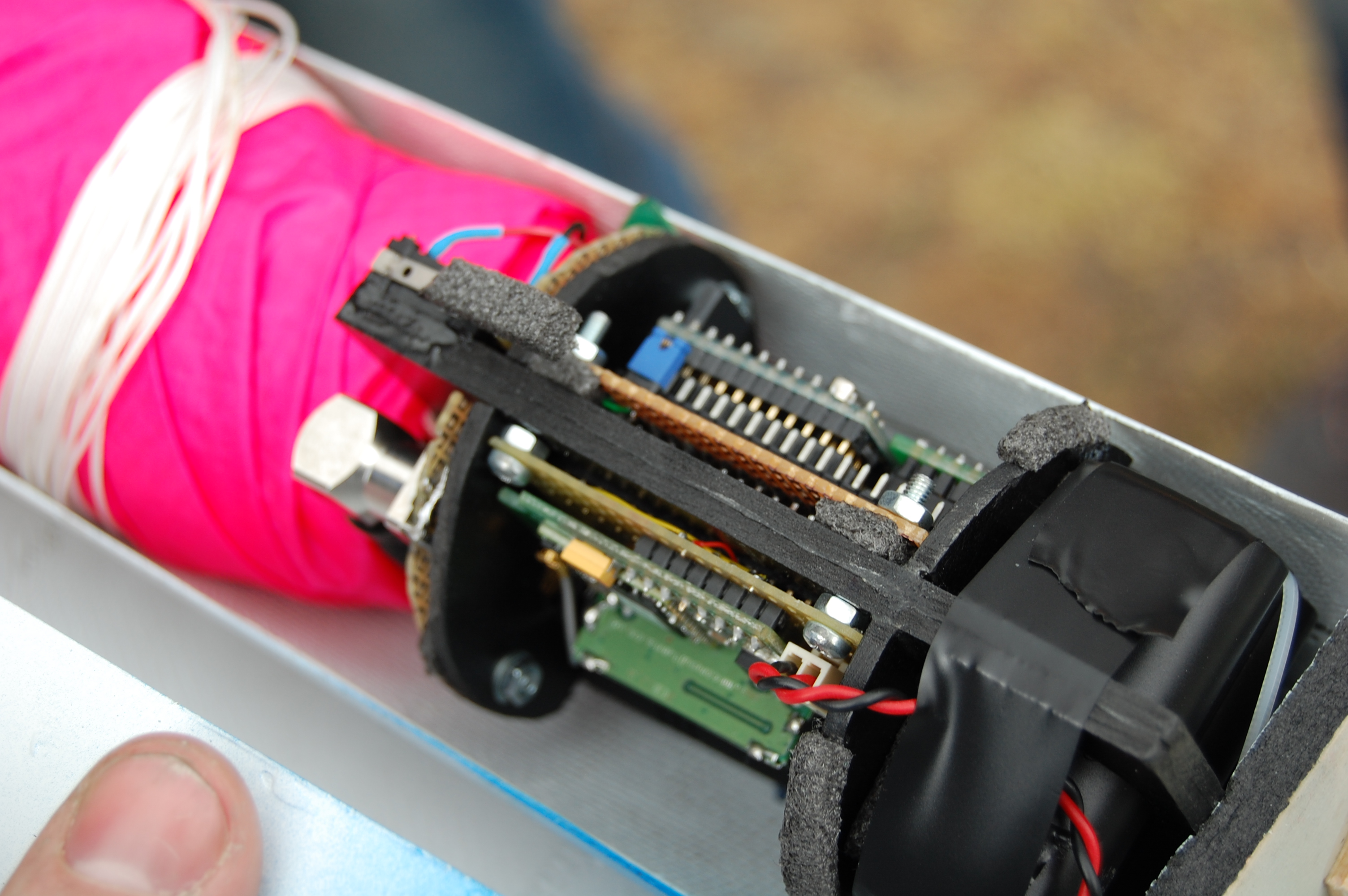
Un CanSat

Un CanSat (Canette-Satellite) est un dispositif autonome de faible volume qui réalise des missions scientifiques à basse ou haute altitude. Cet appareil prend la forme d'une sonde nanosatellite cylindrique, qui est lancée par une fusée ou un ballon et qui redescend sous parachute en effectuant ses missions.
Il existe plusieurs compétitions dans le monde ouvertes aux étudiants qui construisent des CanSats.

## Origine
Le championnat CanSat est né aux États-Unis, où il s'est imposé comme un rendez-vous important de l'année universitaire. S'il existe de nombreux concours de robotique dans les domaines de l'aéronautique, le CanSat est le seul exemple de championnat concret (et non sur papier) du monde spatial. La compétition s'est rapidement exportée au Japon, puis en Europe (Espagne, Finlande, Pays-Bas...) et, finalement, depuis 2009, en France. Le championnat de France est organisé par le CNES et Planète Sciences, et est devenu européen en 2010.

## Principe du concours
Il s'agit de la simulation d'un vol de sonde spatiale : dans le volume d'une canette de 33 cL ou de 1 L, un dispositif autonome lâché depuis quelques centaines de mètres doit prendre des relevés atmosphériques (température, pression...) ou des prises de vue, les envoyer en temps réel à une station au sol, ou atterrir sur une cible sans aucun moyen de propulsion. Le CanSat peut donc effectuer de manière totalement autonome un vol sous voile, piloté par un logiciel embarqué.

## Organisation
Le championnat d'Europe 2010 se tient sur le site de la DGA Essais de missiles, à Biscarrosse, du 21 au 29 août.

## Concours CNES-ESA lycéen européen
|                  | Equipe           | Equipe                                               | Equipe                                  | Equipe                          | Finale française          | Finale française  | Finale européenne                 | Finale européenne                 |
| ---------------- | ---------------- | ---------------------------------------------------- | --------------------------------------- | ------------------------------- | ------------------------- | ----------------- | --------------------------------- | --------------------------------- |
| Année            | Nom              | Lycée                                                | Membres                                 | Thématique                      | Classement                | Lieu              | Classement                        | Lieu                              |
| 2021 (1ère anée) | LC Sat           | Lycée Carnot de Dijon (Côte d’Or)                    |                                         |                                 | 1                         | Brétigny-sur-Orge |                                   |                                   |
| 2021 (1ère anée) | CHAMO            | Lycée Xavier Marmier de Pontarlier (Doubs)           |                                         |                                 | 2                         | Brétigny-sur-Orge |                                   |                                   |
| 2021 (1ère anée) | LVMA-25          | Lycée Xavier Marmier de Pontarlier (Doubs)           |                                         |                                 | 3                         | Brétigny-sur-Orge |                                   |                                   |
| 2021 (1ère anée) | SeedLXM          | Lycée Xavier Marmier de Pontarlier (Doubs)           |                                         |                                 | Coup de cœur              | Brétigny-sur-Orge |                                   |                                   |
| 2022             | FinderSat        | Lycée Xavier Marmier de Pontarlier (25)              | Joris, Julia, Louis, Ulysse             |                                 | 1                         |                   | 2: Equipe la plus professionnelle | Castel San Pietro Terme, Italie   |
| 2022             | Little Boy       | Lycée Viollet-le-Duc de Villiers-Saint-Frédéric (78) |                                         |                                 | 2                         |                   |                                   |                                   |
| 2022             | El Spider Taki   | Lycée Xavier Marmier de Pontarlier (25)              |                                         |                                 | 3                         |                   |                                   |                                   |
| 2022             | Les Kippeux      | Lycée Notre-Dame de Sion à Saint-Omer (62)           |                                         |                                 | Coup de cœur              |                   |                                   |                                   |
| 2023             | Astropanthéon    | Lycée Louis-le-Grand (75)                            | Eva , Mae, Mawen, Nacim, Raphaël, Sarah | Analyse bactérie des nuages     | 1                         | Brétigny sur Orge | 1:Best Cansat Project             | Grenade, Espagne (dernière année) |
| 2023             | Dionysos         | lycée Léonard de Vinci à Montaigu (85)               |                                         | Cultiver de la vigne            | 2                         | Brétigny sur Orge |                                   |                                   |
| 2023             | Jafar            | lycée Jean Perrin de Rezé (44)                       |                                         | Impact de la forme du parachute | 3                         | Brétigny sur Orge |                                   |                                   |
| 2023             | Coup de cœur     | Jean Perrin de Rezé (44)                             |                                         |                                 | Coup de cœur              | Brétigny sur Orge |                                   |                                   |
| 2024             | SolarCanWin’d    | Lycée Léonard de Vinci (44)                          |                                         |                                 | 1                         | Musée Safran Réau | Pas de compétition                | Estec, Pays Bas                   |
| 2024             | AstroLudoviciens | Lycée Louis-le-Grand (75)                            |                                         |                                 | 2                         | Musée Safran Réau |                                   |                                   |
| 2024             | ICARE            | Lycée François Truffaut (65)                         |                                         |                                 | 3                         | Musée Safran Réau |                                   |                                   |
| 2024             | ST4A             | Lycée Renaudeau (49)                                 |                                         |                                 | Coup de cœur              | Musée Safran Réau |                                   |                                   |
| 2024             | PROXIMA          | Lycée Xavier Marmier (25)                            |                                         |                                 | Challenge Pimp ton CanSat | Musée Safran Réau |                                   |                                   |